# Jacint Verdaguer
Jacint Verdaguer i Santaló (také mossèn Cinto Verdaguer, tedy asi páter Cinto Verdaguer, 17. května 1845 – 10. července 1902) byl katalánský kněz a básník. Je pokládán za jednoho z největších katalánských básníků a nejvýznamnější postavou katalánského národního obrození (tzv. Renaixença).

## Život a dílo

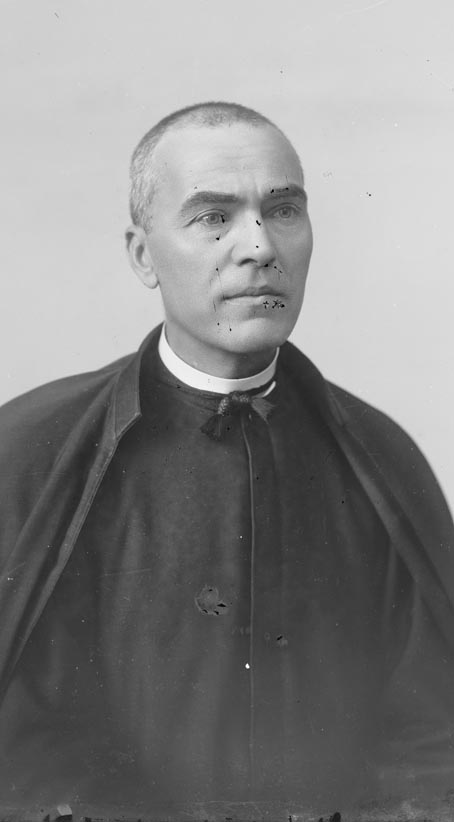
Jacint Verdaguer i Santaló

Narodil se v městečku Folgueroles, ve věku jedenácti let vstoupil do kněžského semináře. V osmnácti letech začal pracovat jako vychovatel v rodinách, v roce 1865 se poprvé zúčastnil květinových her (Jocs Florals), jakýchsi katalánských básnických soutěží. Při první účasti získal čtyři ceny, v následujícím roce dvě. V roce 1870 byl vysvěcen na kněze.
Od roku 1873 cestoval po Evropě a psal náboženskou a vlasteneckou poezii. Z cest se vrátil v roce 1877. V témže roce publikoval epos Atlandida (L'Atlàntida), v němž vylíčil potopení Atlantidy a vznik Středozemního moře. Tímto dílem se jako básník proslavil. V roce 1878 podnikl cestu do Říma, kde o své básni hovořil s papežem Lvem XIII.
V roce 1880 publikoval báseň Montserrat, v roce 1883 Ódu na Barcelonu, jedno z jeho nejoblíbenějších děl. Poté se opět vydal na cesty. V roce 1886 publikoval katalánský národní epos Canigó, pojednávající o katalánských národních hrdinech na pozadí geografických popisů Pyrenejí. Poté vykonal pouť do Jeruzaléma. Po několika problémech se v roce 1894 vzdal církevních funkcí a v roce 1902 definitivně odešel do důchodu. Téhož roku zemřel.
Verdaguerovo dílo, ať již rozsáhlé epické básně či drobnější náboženská lyrika, vynikající formální jednoduchostí a výrazovou prostotou, je v Katalánsku velmi známé. Mnoho jeho kratších básní bylo zhudebněno a jsou dodnes velmi oblíbené. Verdaguer je pokládán za jednoho z největších katalánských básníků.

## Česká vydání
- Atlantis (1891) [1]
- Sen sv. Jana. Přeložil Sigismund Bouška. Praha: J. Otto, 1893. Dostupné online.
- Květy Mariiny (1929) [2]
- Eucharistie (1914) [3] [4]